# Mosquée al-Aqsa
Pour les articles homonymes, voir Al-Aqsa.
Ne doit pas être confondu avec Dôme du Rocher.
La mosquée al-Aqsa ou al-Aksa est la plus grande mosquée de Jérusalem. Elle a été construite au VIIe siècle sur le mont du Temple et fait partie, avec le dôme du Rocher, d'un ensemble de bâtiments religieux construit sur l'esplanade des Mosquées (Haram al-Sharif). Selon la tradition musulmane, le deuxième calife Omar ibn al-Khattâb a commencé à bâtir la mosquée en 637 à l'emplacement sacré d'où le prophète Mahomet se serait élevé au ciel lors du voyage nocturne selon le Coran.

## Présentation
Le premier bâtiment de prière d'al-Aqsa, érigé en 637, est reconstruit et agrandi par le calife omeyyade Abd al-Malik puis achevé par son fils al-Walid en 705.
La mosquée est détruite par un tremblement de terre en 746 et reconstruite par le calife abbasside al-Mansur en 754 puis est reconstruite à nouveau en 780. Un autre tremblement de terre détruit la plus grande partie du bâtiment en 1033 et le calife fatimide Ali az- Zahir construit une nouvelle mosquée.
Par la suite, le bâtiment est rénové et des constructions sont ajoutées, telles que son dôme, sa façade, son minbar, ses minarets et la structure intérieure.
En 1099, les croisés utilisent la mosquée comme palais et le dôme du Rocher comme église, jusqu'à sa capture par Saladin en 1187. Des reconstructions sont entreprises dans les siècles suivants jusqu'à l'administration jordanienne qui dure jusqu'en 1967.
Aujourd'hui, la mosquée est sous l'administration du Waqf dirigé par les Jordaniens (avec participation des Palestiniens).
Bien que la mosquée ne soit pas associée à l'Isra et Miraj au Moyen Âge, elle y est progressivement associée à partir de 1920.
La mosquée a une capacité de 5 000 fidèles et l'esplanade dans sa totalité peut accueillir près de 200 000 personnes.

### Le décor de la mosquée
Les bois sculptés du plafond de l'édifice datent sans doute de la période omeyyade. Ils constituent donc l'un des seuls témoignages de l'art du bois à cette époque, avec ceux du Khirbat al-Mafjar à Jéricho. Constitués de motifs végétaux traités avec naturalisme, ils rappellent notamment les mosaïques voisines du dôme du Rocher, et les sculptures du château de Mshatta en Jordanie.
Les bois sculptés participaient sans doute d'un décor bien plus vaste, avec des mosaïques et du marbre, comme on en voit encore au dôme du Rocher ou à Damas. Néanmoins, ceux-ci n'ont pas été conservés.
Les mosaïques anciennes ont été étudiées par Henri Stern.

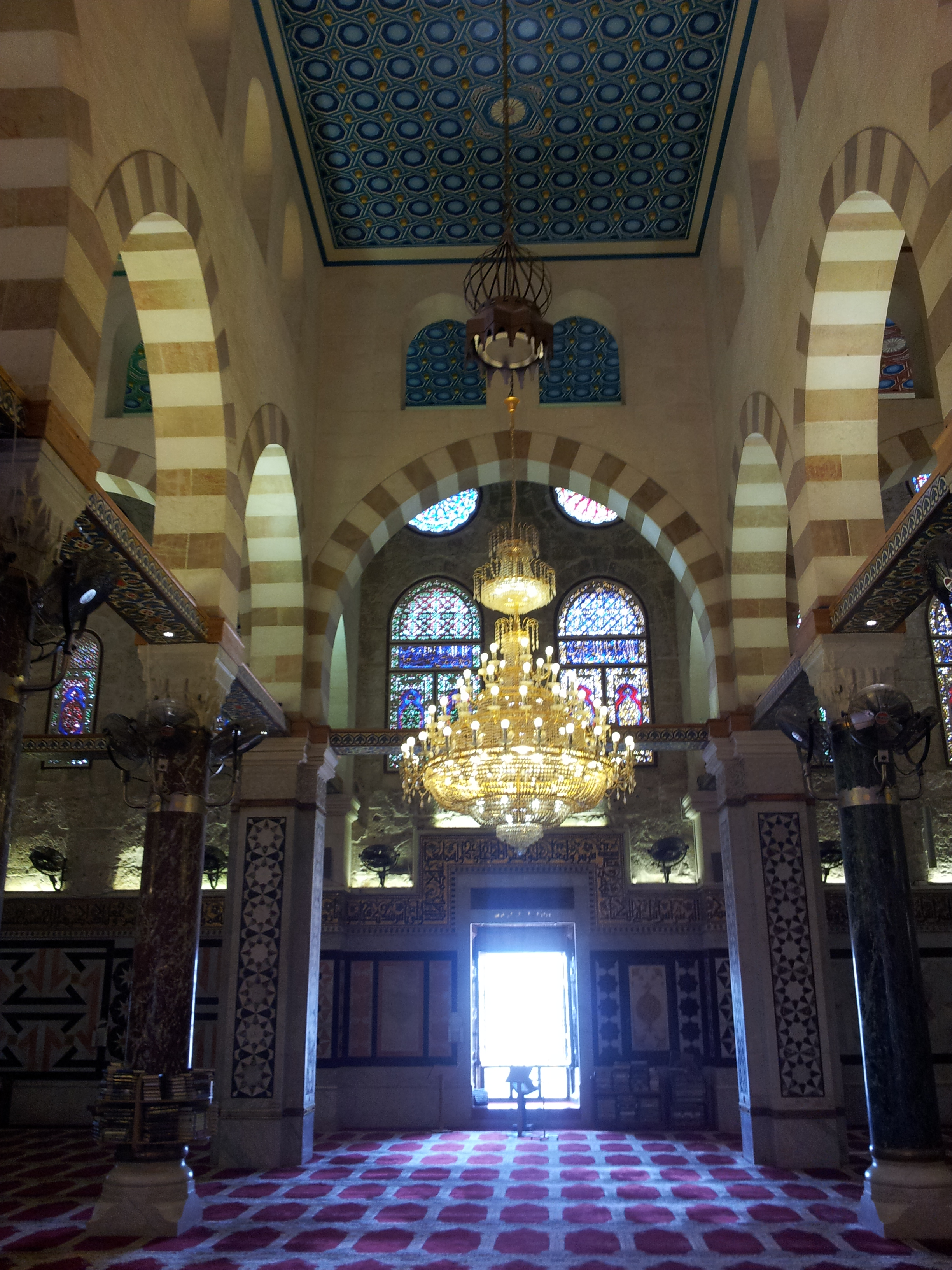
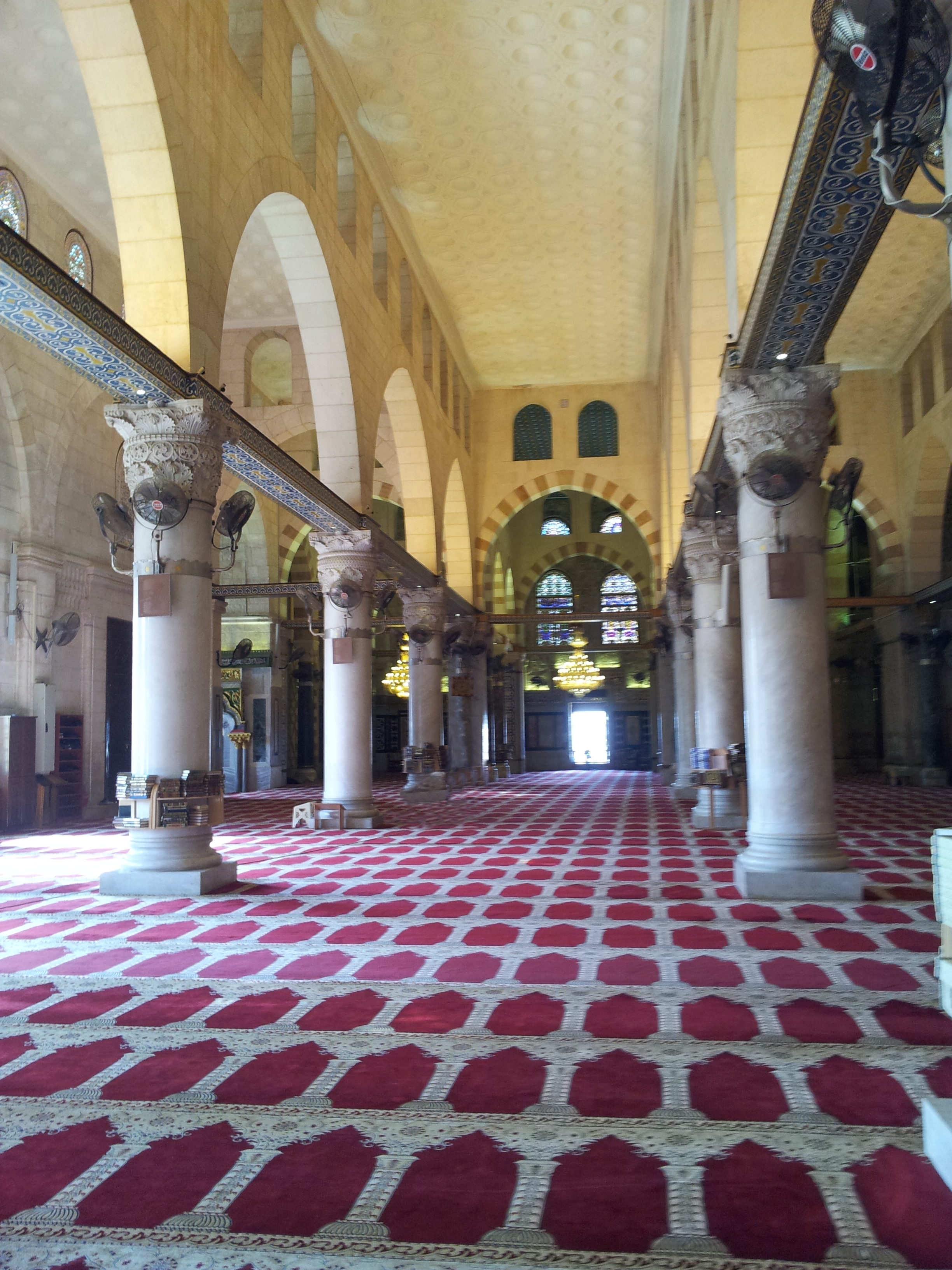
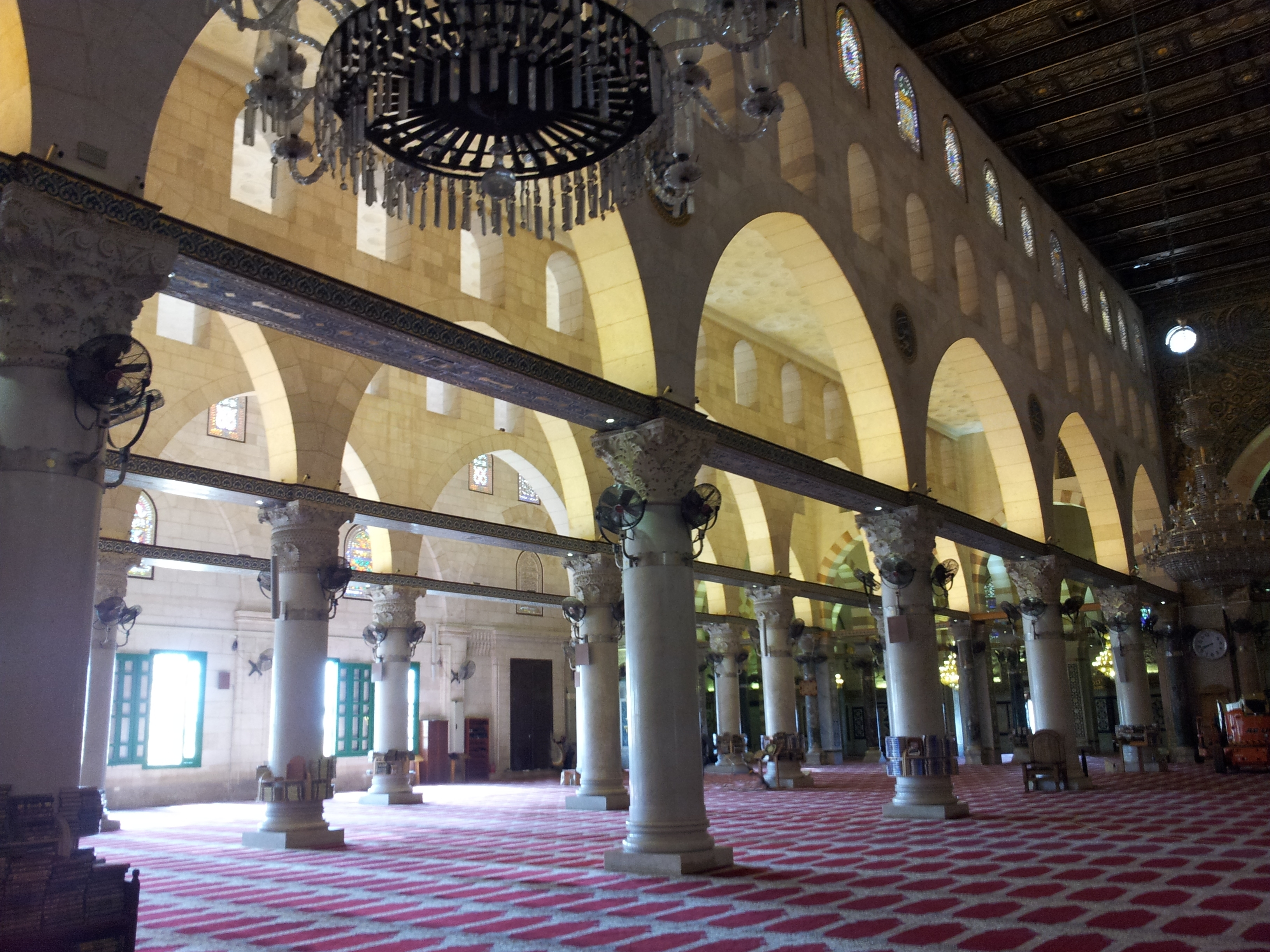

## Dénomination

### Haram vs. al-Aqsa
Dans son sens restreint, et dans la plupart des sources scientifiques écrites en langues européennes, al-Aqsa désigne le seul bâtiment sur la partie sud de l'esplanade des mosquées. Néanmoins, en arabe, le terme « al-Aqsa » est souvent utilisé pour désigner l'ensemble de l'esplanade, incluant la mosquée, le dôme du Rocher, les portes du mont du Temple et les minarets. Al-Masjid al-Aqsa peut se référer ainsi à l'ensemble du sanctuaire, tandis que al-Jâmi‘ al-Aqṣa (arabe : ٱلْـجَـامِـع الْأَقْـصّى) désigne plus spécifiquement le bâtiment de la mosquée. Sous les Ottomans (deb. XVIe siècle - 1917), l'esplanade a commencé à être dénommée aussi al-Ḥaram ash-Sharīf (arabe : اَلْـحَـرَم الـشَّـرِيْـف, « le noble Sanctuaire »),,,.

### Al-Qibli vs. Al-Aqsa
On utilise aussi le terme al-Qibli pour désigner le bâtiment de la mosquée, en référence à un édicule à l'intérieur, la chapelle al-Qibli (al-Jami' al-Aqsa or al-Qibli, or Masjid al-Jumah or al-Mughata),.

## Emplacement symbolique
La mosquée al-Aqsa est située sur un lieu très symbolique : le mont du Temple, site du temple de Jérusalem, reconstruit au VIe siècle av. J.-C. et agrandi au Ier siècle av. J.-C. par Hérode, avant d'être détruit en 70 par les Romains. Le mur des Lamentations témoigne de ce passé. La mosquée semble avoir été édifiée sur « le secteur ajouté au Ier siècle à l'époque d'Hérode pour permettre la construction d'une basilique royale et de sa colonnade, la stoa » ; elle prend place sur « une structure hérodienne en forme de basilique romaine classique ».
Des historiens de l'art affirment que durant la période chrétienne, le lieu fut laissé à l'abandon, sans doute pour marquer le triomphe du christianisme sur l'ancienne religion. Selon eux, ce n'est qu'avec l'arrivée de l'islam que l'esplanade des Mosquées est à nouveau utilisée pour des édifices religieux. Ce fait est appuyé par l'étude d'Andreas Kaplony sur les sources textuelles historiques, qui indiquent que l'esplanade du Temple, sous les Byzantins, avait été négligée et qu'il s'agissait d'un lieu de non-architecture, où la nature avait repris ses droits. Pourtant, de 1938 a 1942, des fouilles sont entreprises par l'archéologue Robert William Hamilton (en). Les photographies prises à l'époque, présentées par l'archéologue Zachi Zweig (en) lors d'une conférence en 2008, montrent l'existence dans les soubassements de l'édifice, d'un mikvé datant de l'époque du deuxième Temple, et de mosaïques d'un bâtiment public, probablement une église,. Une opinion récurrente dans les ouvrages du XIXe siècle est qu'une église avait été établie à cet emplacement en 530 par l'empereur Justinien. Toujours selon cette étude d'Andreas Kaplony, il semble que les juifs de la ville aient tenté, sous Julien (règne de 361 - 363) puis lors de l'occupation sassanide de la ville (614 - 628) d'y reconstruire un temple, en vain.
Une tradition musulmane, à partir du milieu du VIIIe siècle environ, associe Jérusalem et le mont du Temple à la masjid al-Aqsa, que, lors du Isra et Miraj, Mahomet aurait atteint à la suite de son voyage nocturne depuis La Mecque, et depuis laquelle il aurait entrepris l'ascension jusqu'au septième ciel, comme l'indique le Coran (17, 1) : « Gloire et Pureté à Celui qui de nuit, fit voyager son serviteur (Mahomet), de la Mosquée al-Harâm à la Mosquée Al-Aqsa dont Nous avons béni l'alentour, afin de lui faire voir certaines de Nos merveilles. C'est Lui, vraiment, qui est l'Audient, le Clairvoyant. »
Le terme de masjid al-Aqsa fut donc le plus ancien nom donné à l'esplanade des Mosquées tout entière, avant que le sens ne soit restreint à la seule grande mosquée.
C'est plutôt vers le dôme du Rocher que vers la mosquée en elle-même que s'est focalisée la tradition du miraj, le terme masjid ne désignant pas seulement la mosquée en tant qu'architecture mais aussi tout lieu saint.
En effet, l'exégèse classique affirme que les musulmans priaient, à l'origine, vers Aelia (nom donné à Jérusalem par les Romains) et ce, avant que la ville ne soit conquise par eux. Toutefois, pour la recherche contemporaine, cette thèse très répandue ne va pas de soi et relève d'une lecture du Coran délicate que l'on peut difficilement fonder. Par la suite, Mahomet s'est détourné de cette direction pour la prière (qibla) pour s'orienter de Médine vers la mosquée Al Haram à la Mecque. Il y a lieu de noter ici que le changement de direction « qibla » eut lieu à Médine même. Une mosquée était d'ailleurs érigée sur le lieu de ce changement de direction. C'est la mosquée qiblatayn, mot qui veut dire « deux directions ». Selon le chercheur Tor Andræ, la première qibla serait l'Est à l'instar du christianisme primitif Selon Dan Gibson, qui s'appuie sur la direction des qiblas pendant les cent premières années, la première ville sainte de l'islam aurait été Pétra et c'est cette ville qui serait la « mère des cités » dont parle le Coran.
Selon une thèse, construire Al-Aqsa et le dôme du Rocher fut en substitut à la Kaaba, pendant l'occupation de La Mecque par Abd Allah ibn az-Zubayr et fut éventuellement encouragé par la communauté juive en espoir de l'ère messianique. Cette thèse est contestée. D'autres arguent, que le complexe fut édifié en rivalité à l'église de la Résurrection et en symbole du triomphe de l'islam sur la chrétienté. Le Califat Umayyade fit fabriquer par des oulémas et mit en circulation un hadîth pour faire accepter à la cour et aux idéologues umayyades Jérusalem, comme étant un centre politique et administratif de la province de « Syrie-Palestine ». Selon Ignaz Goldziher, cette évolution est liée à des raisons politiques, selon Shelomo Dov Goitein, plutôt à des raisons religieuses, ou bien du fait de l'importance de Jérusalem sous Abd al-Malik et Al-Walid Ier.

## Isra et Mi'raj
D'après l'exégèse musulmane classique ou — d'après le chercheur Yitzhak Reiter — selon une tradition reconnue au XXe siècle, la mosquée al-Aqsa est le lieu à partir duquel Mahomet aurait fait le voyage nocturne (al-isra) au cours duquel il serait monté sur le Buraq, qui l'aurait d'abord conduit de La Mecque à Al-Aqsa. C'est là que Mahomet aurait attaché le Buraq au mur des Lamentations et aurait prié sur l'Esplanade. Après avoir fini ses prières, l'ange Jibril (Gabriel) aurait voyagé avec lui au ciel, où il aurait rencontré plusieurs autres prophètes, avec qui il aurait prié,, puis il aurait discuté avec Allah du nombre de prières à accomplir, puis enfin serait revenu à La Mecque. Pour certains courants de l'islam, ce voyage est rêvé. Ahmed Mohammed Arafa, chroniqueur de l'hebdomadaire égyptien Al-Qahira (5 août 2003) soutient que contrairement à ce qu'affirme l'interprétation classique de la sourate, dite « Du voyage nocturne », ce voyage serait en fait l'émigration de Mahomet (Hégire) de la Mecque à Médine.
Certains ont suggéré que la « mosquée Al-Aqsa », bel et bien nommée et mentionnée dans le Coran, n'était pas celle de Jérusalem, mais pourrait designer une mosquée située à proximité de la Mecque. Il s'agirait donc d'une erreur historique coranique, puisque du vivant du prophète Mahomet, qui est mort en 632, la mosquée n'existait pas et n'avait pas encore été construite avant la conquête de Jérusalem par Omar en 638. Cette conceptualisation de Masjid comme bâtiment sacré — à l'image d'un temple païen par exemple — n'est pas consensuelle et pourrait concerner un espace de prosternation ouvert. Pour certaines sources anciennes, Masjid signifie le ciel où serait allé Mahomet.
Pourtant, dès les premiers temps de l'islam, ce lieu sera associé à Jérusalem et à l'Esplanade, « sans raison » autre qu'elle « semble avoir été une interprétation tendancieuse inspirée par la politique des Umayyades cherchant la glorification de Jérusalem au détriment du territoire de La Mekke ».

## Différentes phases de construction

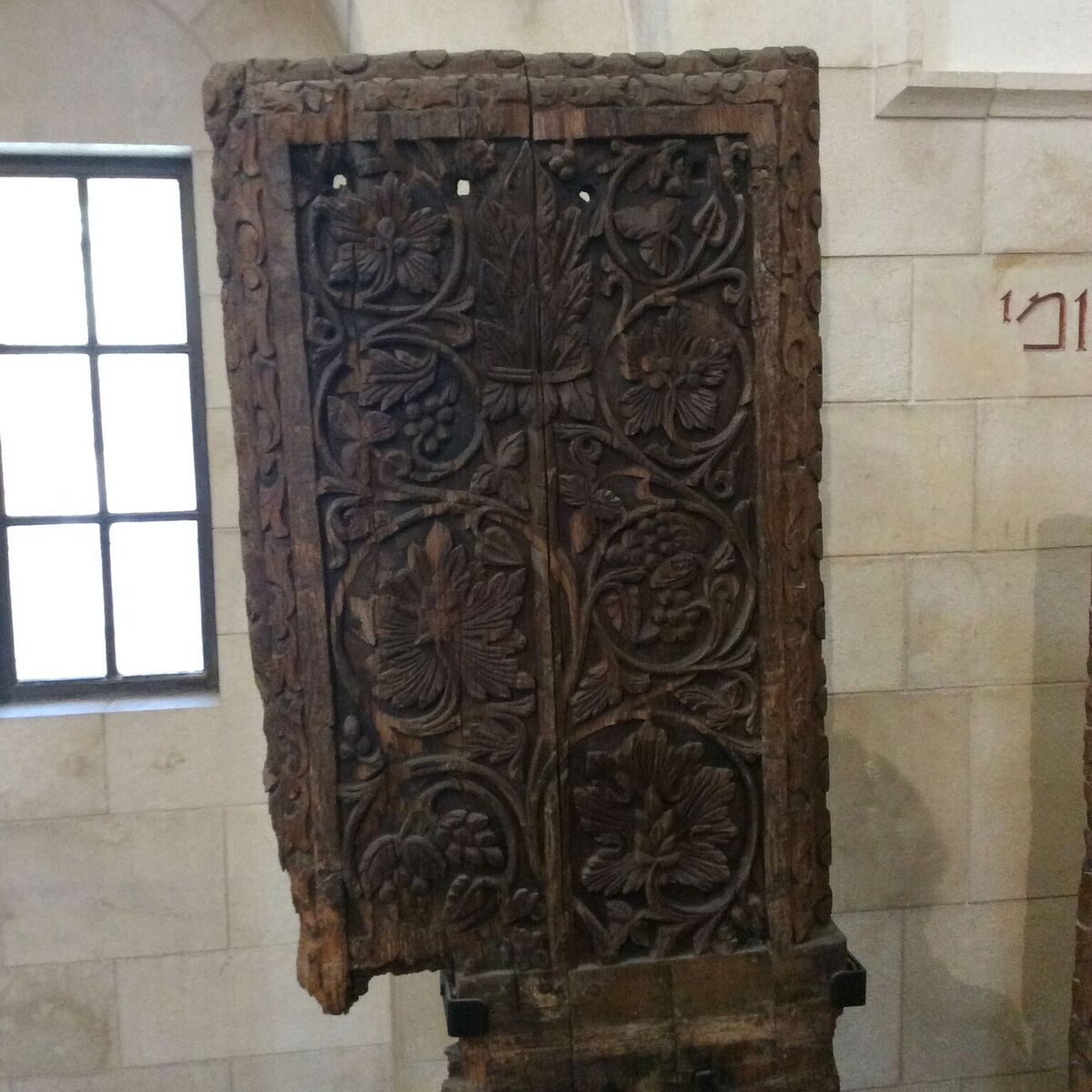
Un des rares panneaux en bois restant de la mosquée al-Aqsa construite par al-Walid Ier(705 - 715), Musée Rockefeller, Jérusalem.

L'évêque Arculfe livre une description du lieu, entre 679 et 688 : « Dans le lieu fameux où fut magnifiquement construit le Temple, les Sarrasins ont élevé une maison de prière ; elle est quadrangulaire, couverte en bois, à l'aide de grandes poutres qui reposent sur quelques restes de ruines. Ils se réunissent dans cet édifice de structure misérable et qui peut contenir environ trois mille hommes ». C'est sans doute sur l'impulsion du calife Abd al-Malik (685 - 705), constructeur du dôme du Rocher, ou de son fils al-Walid Ier (705 - 715) qu'est édifiée la première mosquée en dur. Si l'on en croit l'historien al-Muqaddasi, le calife aurait souhaité cette reconstruction pour éviter le contraste entre la mosquée et le dôme. Selon Myriam Rosen Ayalon, l'édifice était fort différent de la construction actuelle, puisqu'il s'agissait d'un plan à trois nefs parallèles à la qibla, comme à la grande mosquée des Omeyyades de Damas, quelques années plus tard. À cette époque, la mosquée devait être directement reliée au palais de la ville, le dar al-imarat (découvert dans les années 1970) par un passage voûté derrière le mihrab principal. Un séisme la détruit presque totalement en 746.
Sous la dynastie abbasside, les nefs de la mosquée changent d'orientation. Avec la construction d'al-Mahdien, en 780, quinze travées perpendiculaires au mihrab composent le lieu de prière, dont une magnifiée au centre. Un nouveau tremblement de terre, en 1033, la détruit à nouveau. La mosquée est, une fois de plus, reconstruite par le calife Ali az-Zahir. C'est cette mosquée qui subsiste encore aujourd'hui et dont les inscriptions en mosaïque évoquent le nom de son reconstructeur et donnent le nom de la mosquée (al-majsid al-aqsa, l'oratoire le plus éloigné).
Jérusalem étant prise lors des croisades en 1099, la mosquée n'est pas détruite, mais sert de palais appelé « temple de Salomon », pour le roi de Jérusalem Baudouin II. En 1119, elle devient le siège de l'ordre du Temple, sous le nom de Maison du Temple de Jérusalem.
À la suite de la reconquête musulmane de la ville en 1187, une dernière reconstruction, en 1217-1218, donne à l'édifice son aspect actuel : une nef centrale, surmontée d'un dôme et bordée de part et d'autre de trois travées. Ne reste d'ancien que le mur de la qibla, toujours préservé durant les siècles, puisqu'il remployait déjà le mur pré-islamique au sud du mont du Temple.

## Époque moderne
D'autres tremblements de terre eurent lieu en 1928 et 1937. Une reconstruction est entreprise en 1939. À cette occasion, Benito Mussolini fait don de colonnes de marbre situées à l'intérieur [réf. à confirmer].
Entre 1969 et 1983, le dôme de la mosquée al-Aqsa était recouvert d'aluminium par anodisation, ce qui lui donnait un aspect argenté. En 1983, il a retrouvé son revêtement d'origine en plomb, de couleur gris foncé.

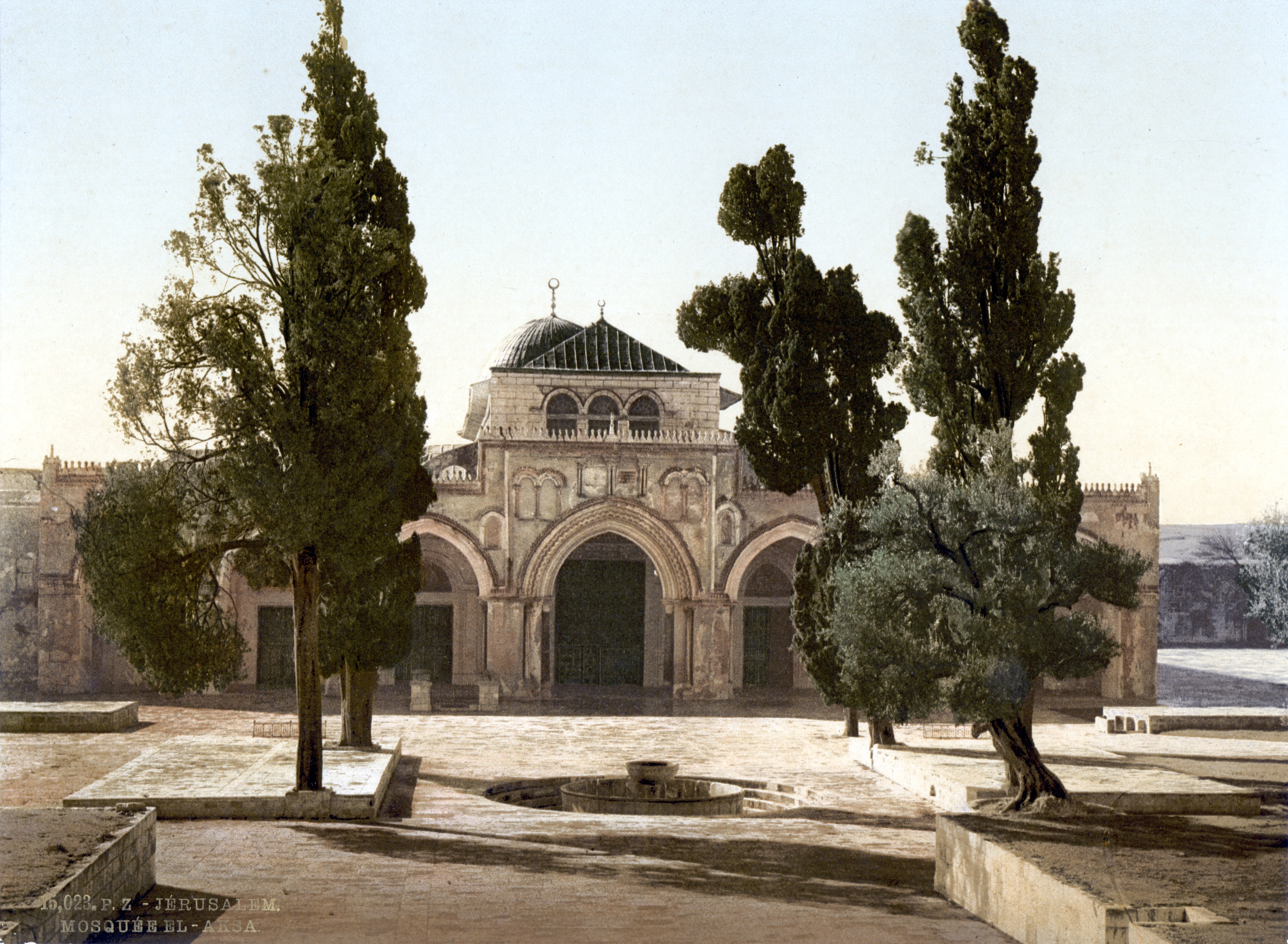
La mosquée al-Aqsa entre 1890 et 1900
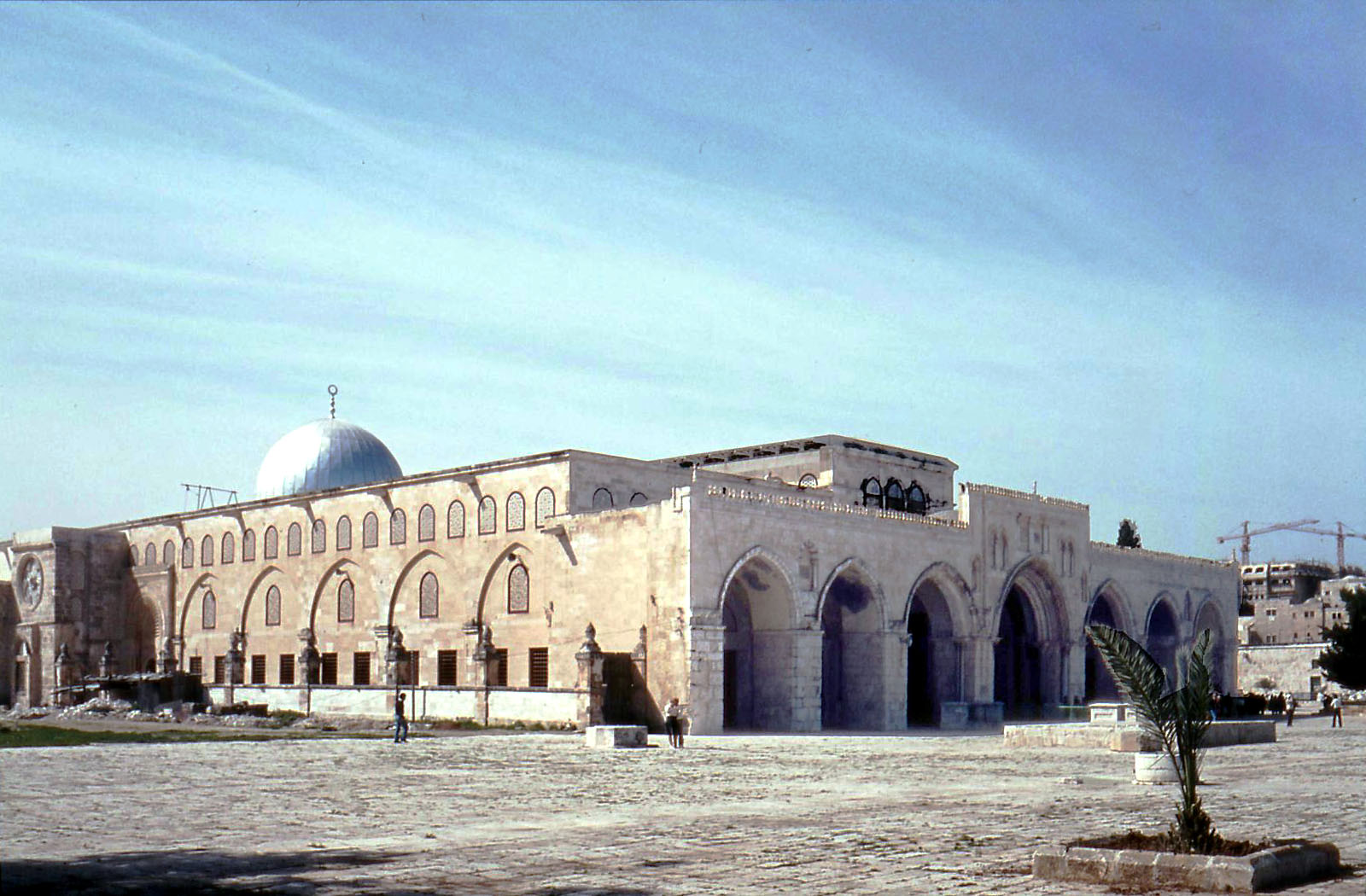
le dôme recouvert d'aluminium en 1982
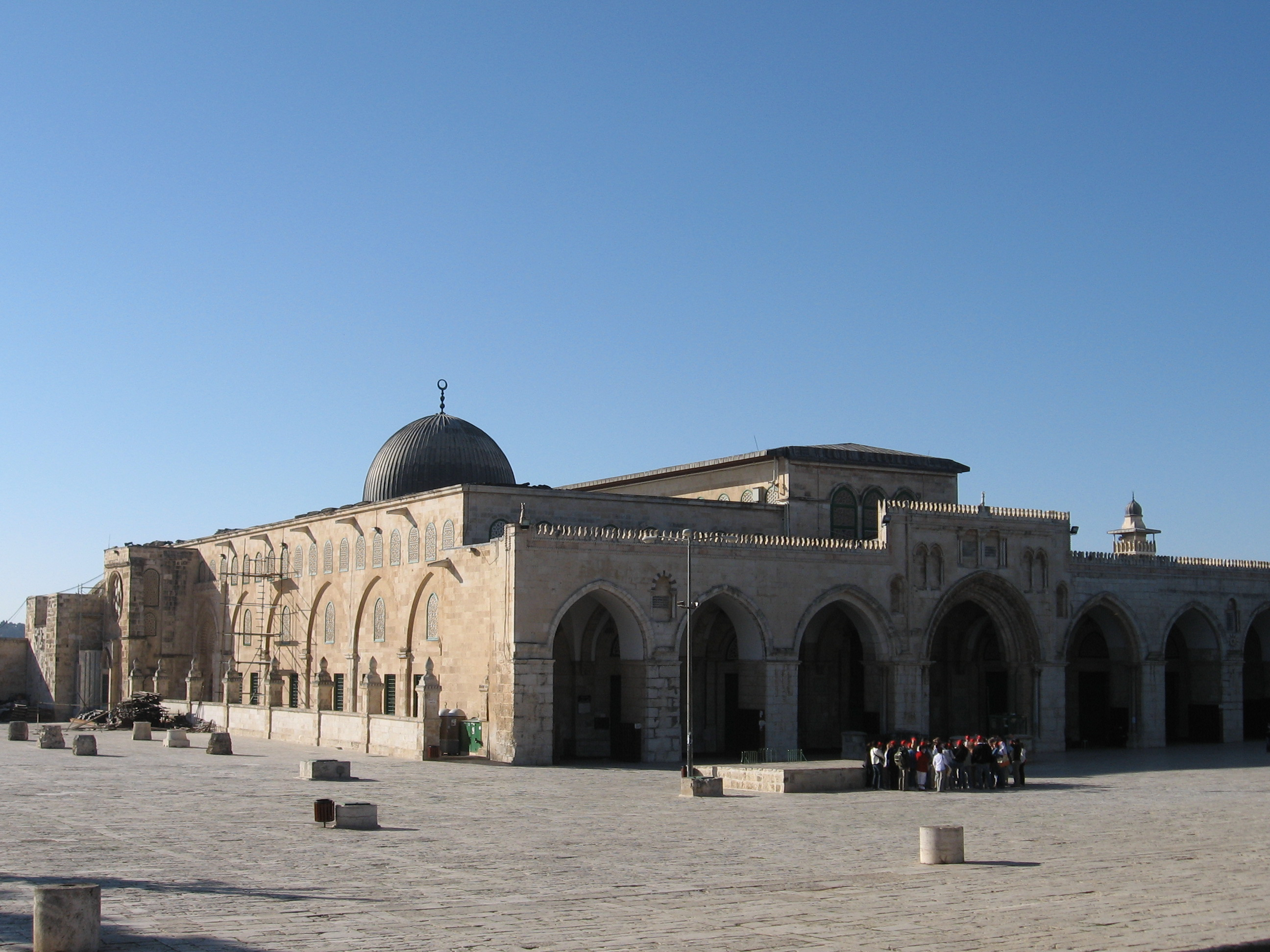
actuel revêtement de plomb d'origine gris foncé
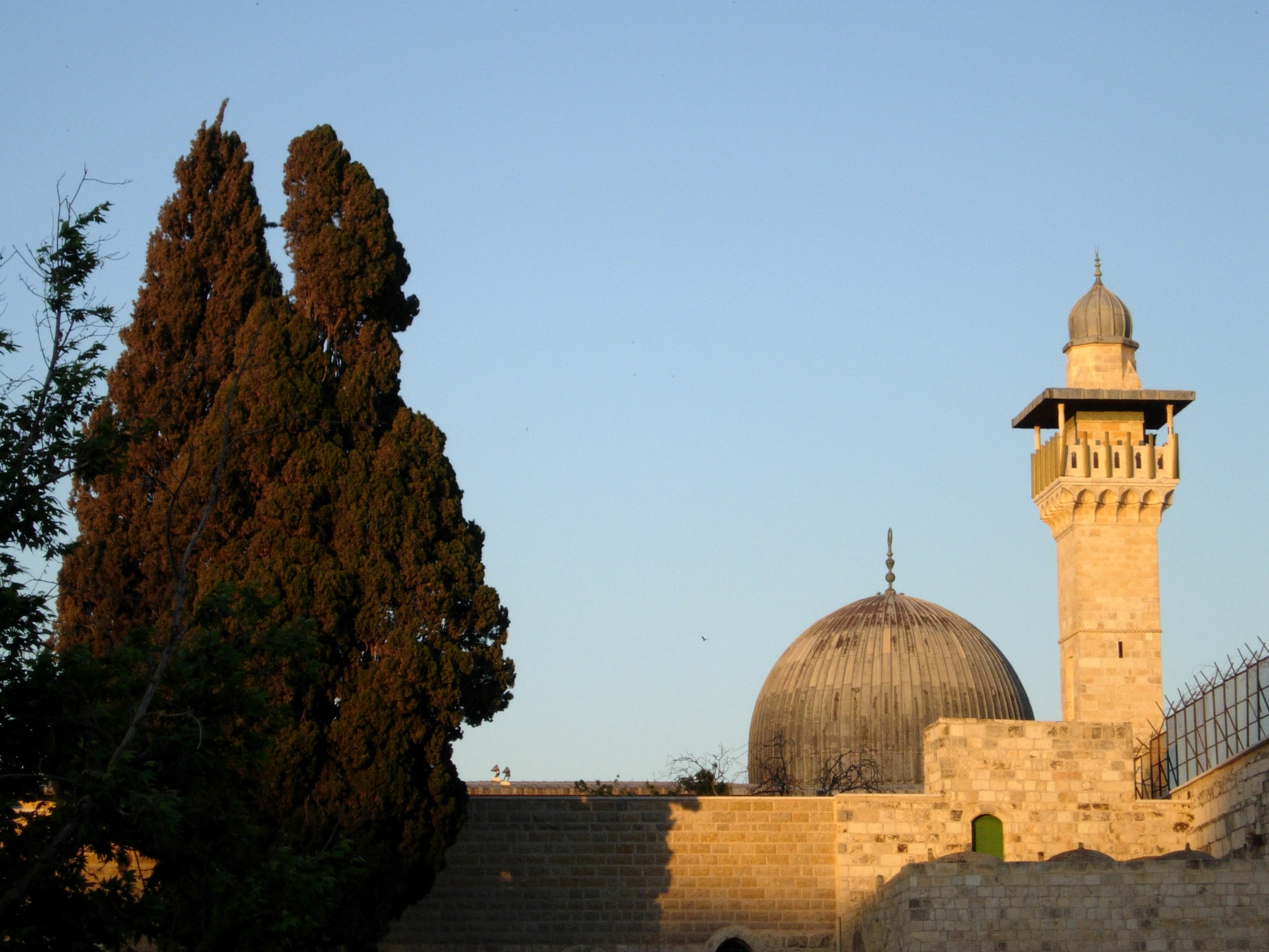
Mosquée al-Aqsa

Après la guerre israélo-arabe de 1948, la mosquée, l'esplanade et Jérusalem-Est passent sous le contrôle du royaume de Jordanie. Abdallah Ier, roi de Jordanie, est assassiné alors qu'il visitait et priait dans la mosquée le 20 juillet 1951. L'assassin est Mtzafa Shekri, un Palestinien membre de la famille de Hadj Amin al-Husseini, le grand mufti de Jérusalem, via l'ordre du colonel Abdulah El Tell,.
Durant la guerre des Six jours, la Légion arabe jordanienne installe une position de tireurs d'élite dans le minaret de la mosquée, d'où elle s'oppose à l'armée israélienne.

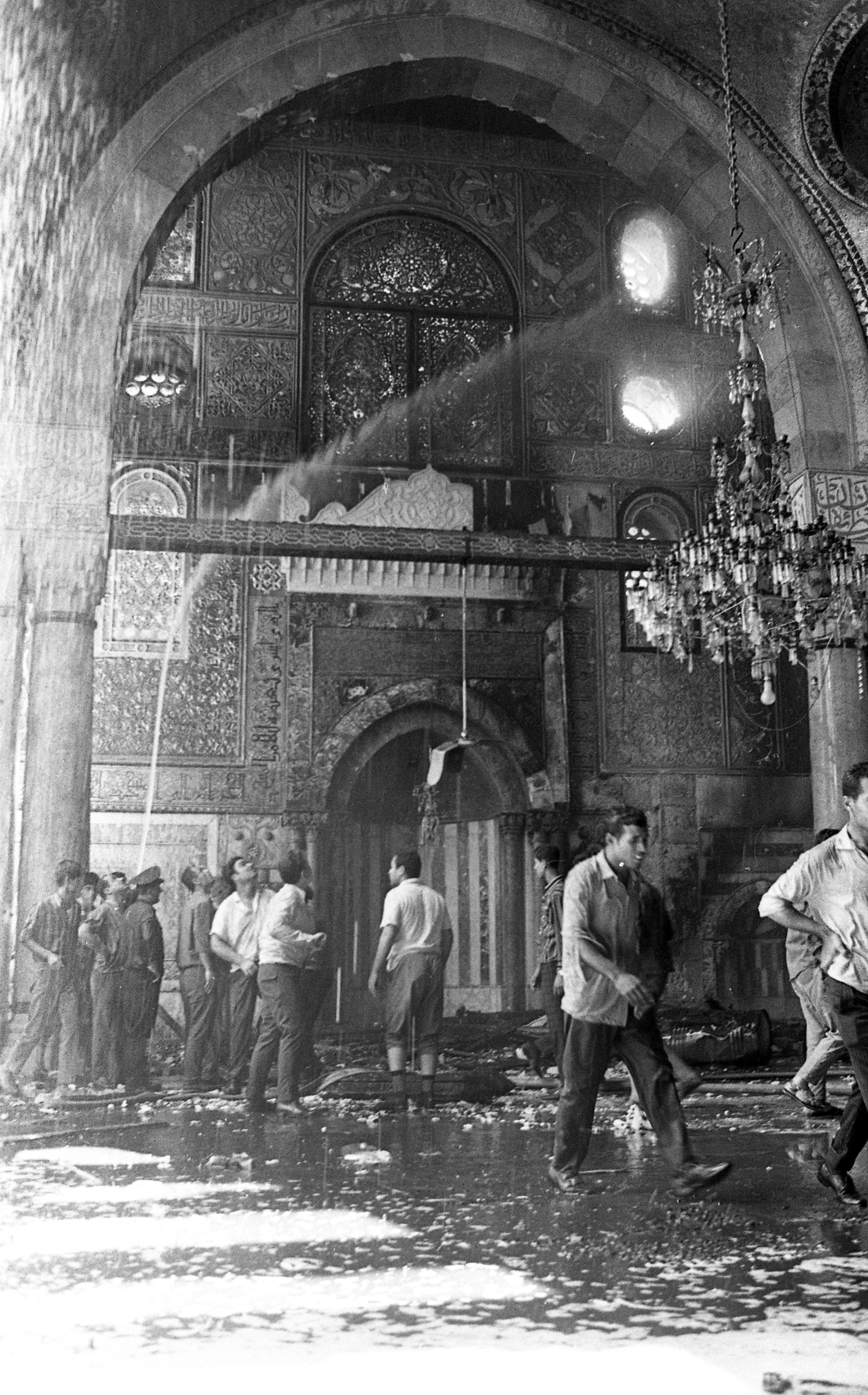
Après la maîtrise de l'incendie de la mosquée (1969)

## Tensions depuis 1967
Le mur des Lamentations, lieu saint de la religion juive, faisant partie du mur d'enceinte du mont du Temple sur lequel se trouve la mosquée, cette zone relativement restreinte de Jérusalem peut être source de tensions entre communautés.
Israël autorise l'accès à la mosquée pour les non-musulmans, uniquement aux hommes et aux femmes mariés, respectivement âgés d'au moins 50 et 45 ans ; l'accès aux musulman(e)s de tout âges est autorisé mais peut être limité par les autorités israéliennes en cas de tensions ou autre.
La mosquée al-Aqsa, comme le reste de la vieille ville de Jérusalem, est sous contrôle israélien depuis 1967. La gestion de l'ensemble de l'esplanade des mosquées est confiée à un waqf, fondation religieuse islamique, dont la Jordanie est garante depuis les accords de Wadi Araba qui procurent à la Jordanie le rôle privilégié de garante de l'esplanade des mosquées.
En 1969, Denis Michael Rohan (en), un fondamentaliste chrétien australien, déclaré a posteriori malade mental et atteint du syndrome de Jérusalem, met volontairement le feu au minbar datant du xiie siècle. Des pompiers de Jérusalem-Ouest arrivent sur les lieux, rejoints par des pompiers arabes de Ramallah, Hébron et Naplouse. Une foule arabe agressent alors les pompiers israéliens. Le meuble est entièrement détruit à l'exception de quelques morceaux qui ont pu être sauvés et se trouvent aujourd'hui au musée islamique de Jérusalem[réf. nécessaire].
Dans la nuit du 4 au 5 avril 2023, de violents affrontements entre des Palestiniens et la police anti-émeute israélienne ont lieu à l'intérieur de la mosquée, au cours desquels des mortiers de feu d'artifice sont utilisés en intérieur, en plus de jets de pierres et de l'utilisation de LBD, provoquant des dégâts au bâtiment.
Le 21 août 1969, un chrétien évangélique australien, Denis Michael Rohan (en), membre de la secte Worldwide Church of God, met le feu à l'édifice afin de faire place au Troisième temple. Les dégâts, importants, purent être réparés.
Depuis la première fouille de 1938 effectuée par l'Américain Edward Robinson, plusieurs autres fouilles ont eu lieu dans la zone sud et sud ouest du Mont du Temple mais jamais sous l'esplanade des mosquées où se trouve la mosquée al-Aqsa,. L'Organisation de la conférence islamique (OCI) considère qu'elles menacent ses fondations.
Dans la nuit du 4 au 5 avril 2023, de violents affrontements éclatent à l'intérieur même de la mosquée. Ils se produit alors que depuis le début de 2023, les tensions entre Palestiniens et Israéliens s'étaient exacerbées, ayant causé 110 morts à ce moment de l'année. Ils sont déclenchés en plein ramadan, et la veille de la Pessa'h, lorsqu'un groupe de juifs extrémistes annonce, le 4 avril, son intention de venir sur le Mont du Temple pour y sacrifier un animal à l'occasion de cette fête. Le mouvement islamiste Hamas demande alors à ses sympathisants de se barricader à l'intérieur de la mosquée. Dans la nuit, la police anti-émeute israélienne intervient, entraînant des combats impliquant des tirs de mortiers de feu d'artifice, des jets de pierres, des affrontements à coups de matraques et de bâtons, et l'utilisation de LBD, en intérieur, ce qui cause des dommages au bâtiment. La police israélienne annonce le lendemain l'interpellation de plus de 350 individus qu'elle présente comme des émeutiers, et qu'un de ses agents a été blessé. Les journalistes présents sur place relève des blessés côté palestinien, chez les émeutiers mais aussi chez des fidèles, sans pouvoir avancer de chiffre. Lorsque les affrontements sont connus, quelques dizaines de manifestants descendent dans les rues en plusieurs endroits dans la nuit, en brûlant des pneus et en proclamant « Nous jurons de défendre et protéger la mosquée d'Al-Aqsa ». À la suite de ces affrontements, neuf roquettes sont ensuite tirées depuis la bande de Gaza vers les territoires israéliens de Sdérot, interceptées par la défense aérienne israélienne, déclenchant une riposte de l'Armée israélienne qui envoie un avion de chasse bombarder deux centres de fabrication d'armes du Hamas, qui tire alors de nouvelles roquettes, ce qui déclenche encore un bombardement israélien ; cette série d'incidents n'ayant pas fait de blessés.